# Sexismo linguístico
Linguagem sexista faz referência às expressões que difamam a pessoas de ambos os sexos com respeito a seus atributos ou funções dentro da sociedade ou meio. A expressão se emprega para se referir ao sexismo associado ao uso da linguagem. Diversos organismos e legislações recomendam usar uma linguagem não sexista, a cujo fim se editaram guias e se desenvolveram políticas inclusive legislativas.

## Características
Linguagem sexista, também chamada de androcêntrica, são os rasgos relacionados com os preconceitos culturais relacionados com a identidade sexual, frequentemente sócios ao machismo, à misoginia ou a um desprezo real ou aparente dos valores femininos.
A linguagem sexista refere-se à discriminação de pessoas, que se manifesta no uso da linguagem de um sexo se considerar inferior a outro. Isto se dá em dois sentidos: por um lado, no que diz respeito à identidade sexual de quem fala, e por outro no que se refere ao tratamento discriminatório que sofrem as mulheres no discurso, seja pelo termo utilizado ou pela maneira de construir a frase.
Em idiomas como o espanhol, o gênero gramatical tem por forma não marcada o masculino dos substantivos e adjetivos, de forma que passa a ser o gênero masculino o inclusivo ou includente em frente ao feminino marcado, que passa a ser o gênero exclusivo ou excludente: "Os alunos desta classe" inclui homens e mulheres, mas "as alunas desta classe" exclui os homens.
Por outra parte, o feminino pode ter conotações semânticas despetivas (oposição zorro/zorra; homem público/mulher pública; ser um galo/ser uma galinha) ou de coisificação (ou objetificação) e passividade (impressor/impressora). Estas diferenças percebem-se também a nível léxico (algo é "cojonudo" se é bom, um "coñazo" se é mau, ainda que "acojonado" é assustado e em alguns países de língua latina güevón é sinônimo de 'torpeza' e cuquito, sinônimo de 'terno').
O uso sexista na denominação de títulos oficiais, profissões, cargos ou ofícios pode-se corrigir através de diversos processos de feminilização. Um destes processos é o legislativo. A título de exemplo, na Espanha ditou-se a Ordem Ministerial de 22 de março de 1995, que se adequa a denominação de títulos acadêmicos oficiais à condição feminina ou masculina de quem os obtenham.

## Linguagem neutra
Alguns movimentos e militâncias atuais, principalmente algumas vertentes inseridas no feminismo, afirmam que a corrente e que a linguagem atual é sexista, já que usa do gênero masculino genérico, o qual se relaciona com a definição de sexo masculino para o que se começou a definir a linguagem não sexista. Apesar de não haver consenso, tais movimentos propõem que se pode evitar o emprego excessivo do masculino usando, entre outras, as seguintes estratégias:
- Nomes coletivos (professorado, em vez dos professores, alunado, em vez de alunos...)
- Perífrase ("a pessoa interessada", em vez de "o interessado")
- Construções metonímicas (a juventude, em vez dos jovens) ou (os estudantes, em vez dos alunos)
- Desdobramentos (senhores e senhoras, meninos e meninas)
- Uso de barras (estimado/a, sr/a) ou parênteses (cirurgiões(ãs), alemã(e)s, cidadã(o); enfermeiro(a))
- Omissão de determinantes ou emprego de determinantes sem marca de gênero ("a cada contribuinte" em lugar de "os contribuintes")
- Uso de formas pessoais genéricas ou formas não pessoais dos verbos ("é preciso atender mais" em lugar de "é preciso que o aluno atenda mais").[15]
- Ambiguação de a/o por arroba (@s candidat@s) ou a/e por æ (escritoræ, diretoræs)
- Uso da linguagem neutra ("Alune precisa focar, João é muito chatx")